# Andrei Ieriómenko
Andrei Ivànovitx Ieriómenko, rus: Андрей Иванович Ерёменко, (14 d'octubre de 1892 – 19 de novembre de 1970) fou un general soviètic durant la Segona Guerra Mundial i Mariscal de la Unió Soviètica.
Nascut a Markivka, a la província de Khàrkiv (Ucraïna), al si d'una família de camperols. Reclutat a l'Exèrcit Imperial el 1913, serví al Front Sud-oest i a Romania durant la I Guerra Mundial. S'uní a l'Exèrcit Roig el 1918, on serví a la llegendària "Cavalleria de Budionni". Després de la guerra, estudià a l'Acadèmia de Cavalleria de Leningrad i a l'Acadèmia Militar Frunze, on es graduà el 1935.
El 1939 va ser destinat al comandament del 6è Cos de Cavalleria, amb el qual va ser responsable d'envair la Polònia Oriental, com a part del Pacte Molotov-Ribbentrop. L'operatiu va estar caracteritzat per la seva pobre organització i comandament. Ieriómenko va haver de demanar combustible per poder continuar el seu avanç. Posteriorment, va tenir diversos comandaments, sent el darrer el Districte Militat de Transkaikal, comandament que tenia quan començà l'Operació Barbarroja al juny de 1941. Vuit dies després que comencés la invasió, Ieriómenko va tornar a ser cridat a Moscou, on se'l va nomenar Comandant del Front Soviètic Occidental, dos dies després que el seu comandant original, el Tinent General Dimitri Pàvlov fos executat per incompetència. Ieriómenko va quedar en una posició molt precària: la incompetència de Pàvlov (i la nul·la preparació soviètica) havia destruït completament el Front Occidental, però així i tot Ieriómenko va ser capaç de reunir les forces que tenia i d'aturar l'ofensiva soviètica tot just a Smolensk. Durant la Batalla de Smolensk, Ieriómenko va resultar ferit. A causa de les seves ferides, Ieriómenko va ser transferit al recentment creat Front de Briansk. L'agost de 1941 se li ordenà llençar una ofensiva emprant les forces del Front de Briansk, tot i l'òbvia superioritat de la Wehrmacht. Lògicament, l'ofensiva fracassà en els seus objectius.
A l'octubre, els alemanys van llançar l'Operació Tifó, una ofensiva per capturar Moscou. Les forces de Ieriómenko van ser escombrades, però un grapat de contraatacs van aconseguir frenar l'avanç alemany. El 13 d'octubre, Ieriómenko tornà a ser ferit, aquest cop de serietat. Va ser evacuat a un hospital de Moscou, on s'estigué diverses setmanes recuperant-se. El gener de 1942 va ser nomenat comandant del 4t Exèrcit de Xoc, que era una part del Front Nord-oest. Durant la Contraofensiva Soviètica d'Hivern, Ieriómenko tornà a ser ferit (20 de gener), mentre que els alemanys llençaven un bombardeig sobre la seva caserna general. Ieriómenko refusà ser evacuat a un hospital fins que la lluita al seu voltant declinà.
Va ser traslladat al Front Sud-est, on a l'agost de 1942 llançà diversos contraatacs contra l'exèrcit alemany durant l'Operació Blau, amb la que els alemanys volien arribar fins al Caucas. El 28 de setembre, el Front Sud-est va ser redenominat Front de Stalingrad. Durant l'Operació Urà, al novembre de 1942, les forces de Ieriómenko van ajudar a envoltar el 6é Exèrcit, que va ser totalment destruït. Posteriorment, el mariscal Erich von Manstein provà de contraatacar per trencar el bloqueig, però els contraatacs de Ieriómenko van aconseguir frenar el seu avanç.
L'1 de gener de 1943, el Front de Stalingrad va ser denominat Front Sud. Després de l'ofensiva d'hivern, al març de 1943, Ieriómenko fou transferit al Front de Kalinin, que romangué relativament tranquil fins al setembre, quan Ieriómenko llançà una ofensiva petita però amb èxit. Al desembre, Ieriómenko tornà a ser enviat al sud, aquest cop per comandar l'Exèrcit Marítim Separat, una força creada per reconquerir Crimea, objectiu que va ser acomplert en conjunció amb el 4t Front Ucraïnès de Fyodor Tolbukhin. A l'abril, Ieriómenko tornà a ser enviat al nord, per comandar el 2n Front del Bàltic. Durant la campanya d'estiu, el 2n Bàltic va tenir un gran èxit davant l'oposició alemanya, sent capaç de capturar Riga, ajudant a capturar en una ampolla a 30 divisions alemanyes a Letònia. El 26 de març de 1945, Yeremenko fou enviat al 4t Front Ucraïnès, unitat que comandà fins al final de la guerra. El 4t Front Ucraïnès va ser situat a l'Hongria oriental. L'ofensiva subseqüent de Ieriómenko ajudà a capturar la resta d'Hongria, i preparà el camí per a l'alliberament soviètic de Txecoslovàquia. El seu exèrcit alliberà moltes ciutats txeques, la principal d'elles Ostrava. Avui, molts carrers de la República Txeca porten el seu nom.
Després de la guerra, Ieriómenko va tenir 3 comandaments superiors: entre 1945-1946 va ser Comandant en Cap del Districte Militar dels Carpats, entre 1946-1952 va ser Comandant en Cap del Districte Militar de la Sibèria Oriental, i entre 1953-1958 va ser Comandant en Cap del Districte Militar del Caucas Nord. L'11 de març de 1955, Ieriómenko, juntament amb altres 5 notoris oficials superiors, va rebre el rang de Mariscal de la Unió Soviètica. Va ser nomenat Inspector General del Ministeri de Defensa el 1958, un paper majorment cerimonial que li permeté retirar-se el mateix any. Morí el 19 de novembre de 1970. L'urna que conté les seves cendres està enterrada a la necròpoli de la muralla del Kremlin.

## Condecoracions
- Heroi de la Unió Soviètica
- Orde de Lenin (3)
- Orde de la Bandera Roja (3)
- Orde de Suvorov (3)
- Orde de Kutuzov
- Orde de Bogdan Khmelnitski
- Medalla de la defensa de Moscou
- Medalla de la defensa de Stalingrad
- Medalla per la Conquesta de Budapest
- Medalla de la victòria sobre Alemanya en la Gran Guerra Patriòtica 1941-1945
- Medalla del 20è Aniversari de l'Exèrcit Roig
- Medalla del 30è Aniversari de l'Exèrcit i l'Armada Soviètics
- Medalla del 40è Aniversari de les Forces Armades Soviètiques
- Heroi de Txecoslovàquia